# كريم كوجاك
كريم كوجاك (22 سبتمبر 1972)- إعلامي وممثل مصري.

## حياته الشخصية
تخرج من فيكتوريا كوليج بالإسكندرية حتى المرحلة الثانوية، وحاصل على بكالوريوس إعلام من الجامعة الأمريكية في القاهرة بتخصصات الصحافة – العلاقات العامة – الدعاية والإعلان، إلى جانب شهادة إضافية في العلوم السياسية.
لقب عائلته تركي ما زال يكتب وينطق خطأ كوجاك، متزوج من الأعلامية شيرين الشايب، ولديه توأمان هما «مالك» و«مليكة»

## مشواره المهني
بدايته في مجال الإعلام من خلال الصحافة، تحديداً أثناء دراسته في الجامعة الأمريكية بجريدة «القافلة» المختصة برصد أخبار الطلبة والطالبات، وبعد تخرّجه منها مباشرةً كمحرر غير متفرّغ في مجلات تصدر باللغة الإنجليزية مثل Egypt Insight وEgypt Today.

### إنطلاقته مع شبكة راديو وتلفزيون العرب
عندما أنهى الخدمة العسكرية في القوات البحرية، التحق بشبكة «إيه آر تي» التي كانت تبث من العاصمة الإيطالية روما سنة 1993 في «إدارة الترويج»، ولكن عمله كمقدّم برامج جاء بمحض الصدفة البحتة، عندما لاحظ في أحد الأيام تقدّم مئات من الشباب والفتيات للعمل كمذيعين ومذيعات في ART الأفلام، ووجود لجنة تحكيم كان من بين أعضائها الإعلامية سامية صادق، والمخرج سمير سيف، فقرَّر التقدّم مثلهم رغم أنه لم يكن مؤهلاً تماماً نفسياً أو من حيث المظهر، وأجري له اختبار مطوَّل في التقديم واللغة وكانت المفاجأة أنه نجح فيه، وكانت تلك هي البداية.
بدأ أول تجربة عملية له كمقدّم برامج، إذ كانت في حفل لـ ART الأفلام مذاع على الهواء مباشرةً من سينما ريفولي، وتعرّض الشخص الذي كان يفترض أن يقدم الحفل لأزمة الأمر الذي دفع مسؤولي الحفل للاتصال بكوجوك، طالبين منه الحضور بالحال لإنقاذ الموقف، وبالرغم من أن الأمر كان مثيرا للرهبة بالنسبة لمستجد في مجال التقديم والكم الغفير من الجمهور الحاضر الناظر إليه، إلا أنه استطاع أن يتفادى هذا بفضل«بلادة» حطت عليه على حد وصفه منحته ثقة بالنفس ساعدته على تخطي هذا ومرور الموقف بأمان.
قدَّم العديد من البرامج الناجحة، مثل "ART House" الذي شهد ولادته عندما كانت إيطاليا مركزا لبث قنوات شبكة شبكة راديو وتلفزيون العرب، وهو الذي اختار عنوانه، وشهد تطوره منذ أن كان «فقرة ملء وقت» بين برامج اليوم، حتى أصبح برنامجاً مستقلاً بذاته يتمتع بقاعدته الجماهيرية، وتنوَّع تصويره في أجمل أماكن مصر السياحية، واستضاف أغلب النجوم والنجمات، و«لا تذهب هذا المساء»، و«خارج نطاق الخدمة»
في العام 2014 عاد ليقدم برنامج«من أم الدنيا» على قناة ART الأفلام 

### انتقاله إلى الإعلام المصري
عام 2013 قدم برنامجا بمشاركة زوجته شيرين الشايب على قناة النهار وبرنامج الألعاب دايرة الحياة على قناة الحياة

### عمله في أم بي سي
عام 2016 بدأ بتقديم برنامج الواقع
الصدمة على إم بي سي لثلاثة مواسم 
في فبراير 2020 قدم برنامج «المزاجنجي» على قنوات شبكة إيه آر تي

### عمله في الإذاعات المصرية
قدم برنامجا على إذاعة بي بي سي بالإنجليزية وعام 2017 قدم برنامجا على إذاعة ميجا اف ام بعنوان «خليك راجل» ثم «كاميرا دور» وفي أغسطس 2018 إنتقل لإذاعة نغم ام ليقدم برنامج من 4 ل 6 بمشاركة زميلته مها بهنسي  قدم في العام 2019 برنامج الكلام خد وهات لكنه ترك المحطة بعد ثلاث سنوات مطلع العام 2020  ثم انتقل إلى قناة الأهلي ليقدم برنامج 10 الصبح في الأهلي بمشاركة الإعلامية نهاوند سري

## البرامج التي قدمها
| البرنامج                                     | عرض على         |
| -------------------------------------------- | --------------- |
| لا تذهب هذا المساء                           | إيه آر تي أفلام |
| خارج نطاق الخدمة                             | إيه آر تي أفلام |
| ART HOUSE                                    | إيه آر تي أفلام |
| Stop Action                                  | إيه آر تي أفلام |
| good luck                                    | إيه آر تي أفلام |
| تكسب ولا تخسر                                | إيه آر تي أفلام |
| مهرجانات إيه آر تيكان، فينيس، برلين، القاهرة | إيه آر تي أفلام |
| أنا والمدام                                  | قناة النهار     |
| دايرة الحياة                                 | قناة الحياة     |
| حفل أوسكار art                               | إيه آر تي أفلام |
| من أم الدنيا                                 | إيه آر تي أفلام |
| الصدمة 1،2                                   | إم بي سي 1      |
| خليك راجل                                    | ميجا أف أم      |
| كاميرا دور                                   | ميجا أف أم      |
| من 4 ل6                                      | نغم أف أم       |
| الكلام خد وهات                               | نغم أف أم       |
| المزاجنجي                                    | إيه آر تي أفلام |
| 10 الصبح في الأهلي                           | قناة الأهلي     |

## تجربته التمثيلية
كانت دخوله لمجال التمثيل حلما لطالما راوده وفي العام 2002 شارك في أول مسلسل له وتوالت العروض وانهالت عليه ووقف أمام كبار النجوم ك عبلة كامل ويحيى الفخراني، حاز من خلالها على العديد من الجوائز والتكريمات لإدائه.

### المسلسلات التلفزيونية
- (2019): الضاهر
- (2018):الوصية
- (2018):سك على إخواتك
- (2012)- (2018): سلسال الدم ج5،4,3,2,1
- (2015): علاقات خاصة
- (2015): مريم
- (2014): المرافعة
- (2015): دنيا جديدة
- (2015): حلمتشي
- (2014): ابن حلال
- (2012): الإمام الغزالي
- (2012): باب الخلق
- (2012): حسن التنين
- (2012): بنات x بنات
- (2012): سلسال الدم
- (2011): آدم
- (2011): مشرفة رجل لهذا الزمان
- (2010): ماما في القسم
- (2009): هدوء نسبي
- (2008): الهاربة
- (2008): طريق الخوف
- (2008): قصة الامس
- (2008): المصراوية ج2
- (2007): المصراوية ج1
- (2007): حق مشروع
- (2007): أولاد عزام
- (2006): حضرة المتهم أبي
- (2006): سكة الهلالي
- (2006): مطعم تشي توتو
- (2006): خيوط في مسرح العرائس
- (2005): عواصف النساء
- (2004): بنت أفندينا

### الأفلام
- (2016): صورة سلفي
- (2015): هز وسط البلد
- (2010): 678
- (2007): حلم النهار
- (2005): حماده يلعب
- (2002): اللمبي

### مسلسلات إذاعية
- (2018): أشواك حرير

### إذاعة
- (2009): بي بي سي إكسترا إنجلش

## روابط خارجية
- كريم كوجاك على موقع الدهليز
- كريم كوجاك على موقع قاعدة بيانات الأفلام العربية